# Comando (formação militar)

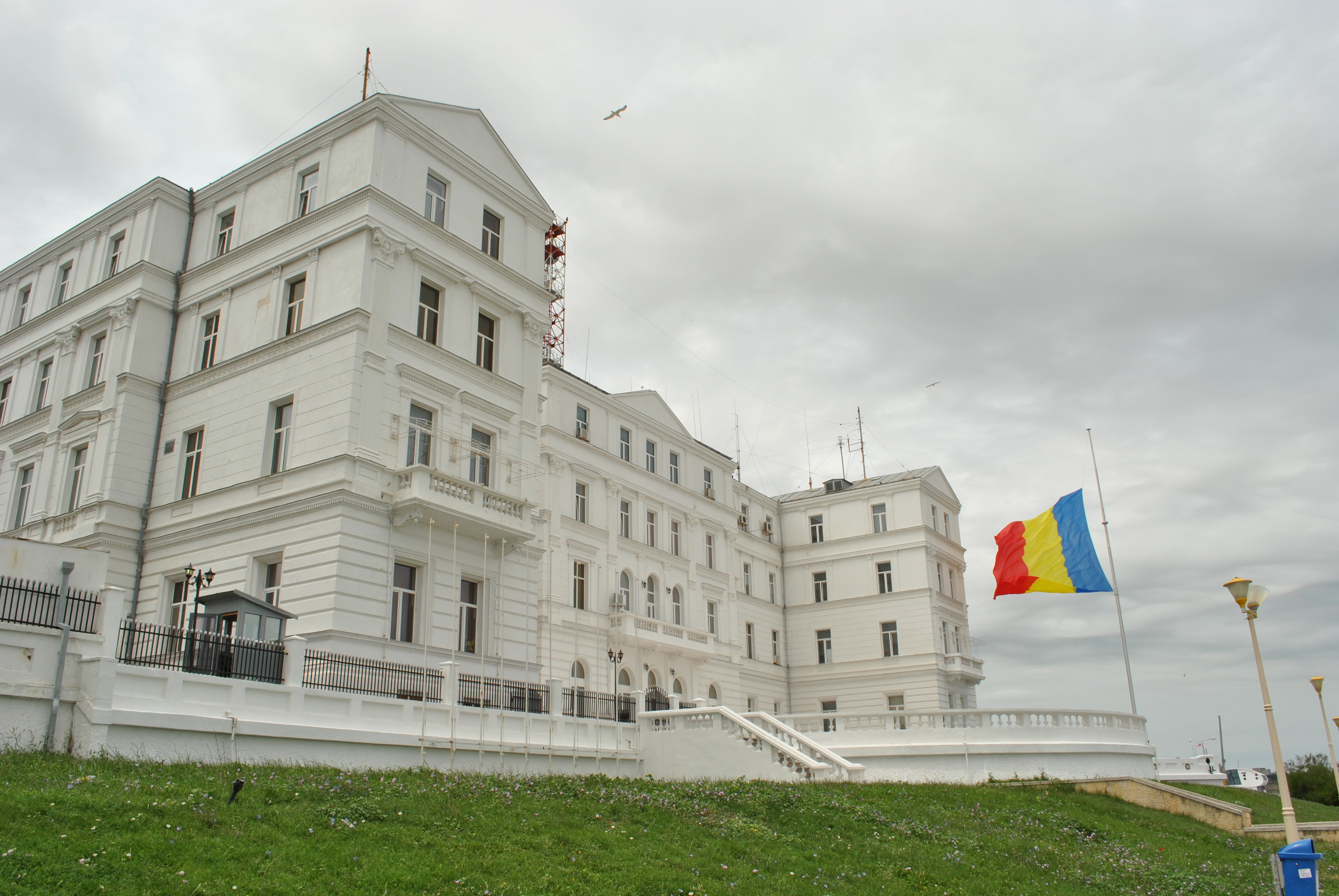
Edifício do Comando da Frota das Forças Navais Romenas.

Um comando na terminologia militar é uma unidade organizacional pela qual um comandante militar é responsável. Os comandos, às vezes chamados de unidades ou formações, formam os blocos de construção de um exército. Normalmente, um comandante é nomeado especificamente para a função, a fim de fornecer uma estrutura legal para a autoridade concedida. Os oficiais navais e militares têm autoridade legal em virtude da sua comissão de oficial, mas as responsabilidades e privilégios específicos de comando decorrem da publicação da nomeação.
A definição relevante de "comando" de acordo com o Departamento de Defesa dos EUA é a seguinte:
(DOD) 3. Uma unidade ou unidades, uma organização ou área sob o comando de um indivíduo. Também chamado de CMD. Veja também comando de área; comando combatente; comando combatente (autoridade de comando).

## Comando Principal
Comando Principal ou Comandos Maiores são grandes formações das Forças Armadas dos Estados Unidos. Historicamente, um Comando Principal é o nível mais alto de comando. Dentro do Exército dos Estados Unidos, a sigla MACOM é usada para Comando Principal. Dentro da Força Aérea dos Estados Unidos, é usada a sigla MAJCOM.
Existem vários tipos de Comandos Principais nas forças armadas dos Estados Unidos:
- Lista dos principais comandos da Força Aérea dos Estados Unidos
- Lista dos principais comandos do Exército dos Estados Unidos
- Comando de Educação e Treinamento Naval da Marinha dos Estados Unidos